# Ricardo Montero
Ricardo Montero Hernández (Gemuño, 9 luglio 1902 – Valladolid, 19 dicembre 1984) è stato un ciclista su strada spagnolo.
Nel 1925 vinse i Campionati spagnoli di ciclismo su strada e detiene il record di vittorie alla Prueba Villafranca de Ordizia con ben cinque affermazioni.
Considerato fra i migliori ciclisti spagnoli della sua epoca prese parte a due edizioni dei, a Liegi nel 1930 in cui fu sesto, ed a Roma nel 1932 che chiuse ai piedi del podio
Anche suo fratello Luciano Montero Hernández e suo figlio Luciano Montero Rechou furono ciclisti professionisti.

## Palmarès
- 1924 (Real Union Irun, una vittoria)

Circuito de Santa Cruz
- 1925 (Real Union Irun, quattro vittorie)

Campionati spagnoli, Prova in linea
Vuelta a Tolosa
1ª tappa Vuelta a Andalucía (Siviglia > Cordova)
Classifica generale Vuelta a Andalucía
- 1926 (Real Union Irun, sei vittorie)

Gran Premio Vizcaya
Gran Premio Beasain
1ª tappa Vuelta a Asturias (Gijón > Oviedo)
2ª tappa Vuelta a Asturias (Oviedo > Cangas de Tineo)
3ª tappa Vuelta a Asturias (Cangas de Tineo > Oviedo)
Classifica generale Vuelta a Asturias
- 1927 (Real Union Irun/Dilecta, cinque vittorie)

Prueba Villafranca de Ordizia
Circuito de Pascuas
Gran Premio Vizcaya
2ª tappa Vuelta a Asturias
3ª tappa Vuelta a Asturias
- 1928 (Real Union Irun/Dilecta, sei vittorie)

Gran Premio Beasain
Circuito de Pascuas
1ª tappa Vuelta a Asturias
2ª tappa Vuelta a Asturias
Classifica generale Vuelta a Asturias
1ª tappa Vuelta al País Vasco (Bilbao > Vitoria)
- 1929 (Real Union Irun/Dilecta, una vittoria)

Klasika - Prueba Santa Cruz - Legazpia
- 1930 (Real Union Irun/Styl, tre vittorie)

Prueba Villafranca de Ordizia
1ª tappa Vuelta al País Vasco (Vitoria > Pamplona)
2ª tappa Volta Ciclista a Catalunya (Seo de Urgel > Gerona)
- 1931 (Real Union Irun/Alcyon, cinque vittorie)

Subida a Urkiola
Prueba Villafranca de Ordizia
Gran Premio Vizcaya
Subida al Escudo
Fiestas de Vitoria
- 1932 (Orbea, tre vittorie)

Prueba Villafranca de Ordizia
Vuelta a los Puertos
1ª tappa Vuelta a Levante (Valencia > Morella)
3ª tappa Vuelta a Levante (Vall de Uxó > Utiel)
Classifica generale Vuelta a Levante
- 1933 (Orbea, due vittorie)

Gran Premio della Repubblica
2ª tappa Vuelta Pontevedra (Ribadavia > A Estrada)
- 1935 (BH, una vittoria)

Prueba Villafranca de Ordizia
Vuelta a Guipuzcoa
- 1937 (Individuale, una vittoria)

Bordeaux-Angouléme

### Altri successi
- 1925 (Real Union Irun, una vittoria)

Classifica miglior spagnolo Vuelta al País Vasco
- 1927 (Real Union Irun, una vittoria)

Classifica miglior spagnolo Vuelta al País Vasco

## Piazzamenti

### Grandi Giri
- Giro d'Italia

1931: ritirato (alla ?ª tappa)
- Vuelta a España

1935: ritirato (alla ?ª tappa)

### Competizioni mondiali
- Campionati del Mondo

Liegi 1930 - In linea: 6º
Roma 1932 - In linea: 4º